# Karl Burkhart
Karl Burkhart (* 10. Mai 1908; † 1976) war ein Schweizer Radrennfahrer.

## Sportliche Laufbahn
Burkhart war im Bahnradsport aktiv. Er war Teilnehmer der Olympischen Sommerspiele 1936 in Berlin. Im Tandemrennen wurde er mit seinem Partner Fritz Ganz auf dem 9. Platz klassiert. Über sein weiteres Leben und seine sportlichen Erfolge ist nichts bekannt.